# آرثر بيتس
آرثر بيتس (بالإنجليزية: Arthur Betts)‏ (17 مايو 1917 في المملكة المتحدة - 15 يونيو 1978 في المملكة المتحدة) هو لاعب كرة قدم بريطاني (وحمل سابقاً جنسية المملكة المتحدة لبريطانيا العظمى وأيرلندا) في مركز جناح ‏. لعب مع نوتينغهام فورست.